# Port lotniczy Berane
Port lotniczy Berane – lotnisko zlokalizowane w Beranach w Czarnogórze. Jest czwartym co do wielkości portem lotniczym w tym kraju. Obsługuje głównie połączenia krajowe.